# Facts und Fiction
Facts und Fiction ist eine achtbändige Science-Fiction-Buchserie von Franz Kurowski, die von 1981 bis 1983 im Hamburger Tessloff-Verlag erschien.

## Handlung
Die Kinder von Commander Golff, Ronald und Juliane, bereisen mit ihren sprechenden Delphinen Buffy und Tuffy die Ozeane und erleben bei der Erforschung der Unterwasserwelt diverse Abenteuer.

## Ausgaben
1. Im Reich der Delphine (1981)
2. Diamanten auf dem Meeresgrund (1981)
3. Untersee-Schleppzug spurlos verschwunden (1981)
4. S.O.S. von Atlantik-City (1982)
5. Jagd auf die Handelspiraten (1982)
6. Ölpest-Alarm vor Südamerika (1982)
7. Hilferuf der Silberdelphine (1983)
8. Nordseestation Alpha – Tödliches Gift (1983)